# Резерват биосфере Рајдинг маунтин
Резерват биосфере Рајдинг маунтин један је од 621 резервата биосфере (BRs) у 117 земаља широм света, и један од 16 који се налазе у Канади.. Године 1986. Организација Уједињених нација за просвету, науку и културу (УНЕСКО) означила је Национални парк Рајдинг маунтин и околно подручје као резерват биосфере, у оквиру свог програма „Човек и биосфера”.
Језгро заштићеног подручја резервата Рајдинг маунтин, обухвата око 2.789 km² мешовитих шума, претежно листопадног дрвећа, и травнати предели прерији. Резерват такође обухвата и зону сарадње које окружују парк, и састоји се од 12 руралних општина и 4 области Прве нације (којима су оне управљале од памтивека), и састоји се од додатних 11.000 km².
Резерват је богата језерима, потоцима и природним стаништима флоре и фауне. Развој у резервату биосфере углавном је усмерен ка унапређењу производње жита и крмног биља и узгоју стоке. Лов, и еко-туризма такође значајно доприносе развоју локалне економије.

## Историја
Процес оснивања резервата биосфере у Канади започео је 1978. године, формирањем првог резервата Мон Сент Илер у Квебеку. Најновији резерват, од 16, колико је до сада основано у Канди, формиран је у Bras D’Or Lake у Новој Шкотској 2011. године. Године 1986. Организација Уједињених нација за просвету, науку и културу (УНЕСКО) означила је Национални парк Рајдинг маунтин и околно подручје као резерват биосфере.
Национални акциони план за резервата биосфере у Канади предвидео је именовање 15 управника екозона у оквиру УНЕСКО-а који требају да буду одговорни за одабрир нових резервата биосфере у Канади.
Резервата биосфере у Канади су веома разноврсни како по величини, тако и по облику, еколошким и људским карактеристикама. У почетку резервати у Канади били су усмерени на проучавање еколошке процеса, да би им у каснијем периоду била додата и функција изучавање социјалних фактора као једне од компоненти у за реализацију еколошким циљевима. На овај начин у разматрања фактора који су од кључног значаја за очување екосистема и одрживог развоја, укључени су различити актери и друштвене групе у одређеном региону. Постулати еколошких и социјалних истраживања нису међусобно ексклузивни; они коегзистирају и стално се допуњују једни са другима.
На основу наведених постулата главне функције резервата биосфере у Канади су: 
- Допринос очувању екосистема и културног наслеђа;
- Подстицање економске и социјалне одрживости села и егзистенције локалног становништва;
- Пружање помоћи локалним и регионалним носиоцима за образовање, обуку, истраживање, мониторинг, умрежавање и партнерство, ангажованих за очувања екосистема и регионални одрживи развој.

## Положај и пространство
Национални парк Рајдинг маунтин налази се у југо-западном делу покрајине Манитоба, у близини географског центра Канаде, на 20 km јужно од највећег града Паркланда, Дофена. Локацијске координате парка су око 50°N северно и 100°W.
Његов средишњи део удаљен је 140 mi (230 km) северозападно од Винипега, 57 mi (92 km) северно од Брендона, и 102 mi (164 km) северно од међународне границе Канаде са САД. Већина земљишта који окружује планинску област парка је, равничарско и претежно је намењено пољопривреди.
Укупна површина биосфере Рајдинг маунтин НП је 123.728,3 m², са централном зоном од 25.158,14 m², тампон зоном од 2.489,8 m² и прелазном зоном од 96.080,33 m². 

## Надлежности
Административно гледано, резерватом биосфере Рајдинг маунтин управљају; централном зоном, Паркови Канаде као федерална установа и транзиционом зоном 15 општина (од 1. јануара 2015. године) које са спољашње стране окружују национални парк Рајдинг маунтин. У рад резервата укључени су и УНЕСКО, као носилац пројекта Човек и биосфера (MAB), Пријатељи националног парка Рајдинг маунтин и Канадско удружење за резервате биосфере (CBRA)
УНЕСКО
Резерват биосфере Рајдин маунтин који је одређен 1986. од стране УНЕСК-а заједно са осталим земљама учествују у програму УНЕСКО - Човек и биосфера (MAB). MAB програм је покренут 1971. године у циљу стицање знања и вештина за подршку одрживом односу између људи и њиховог окружења. Резерват биосфере Рајдинг маунтин је саставни део МАБ, глобалне мреже локација за заједничка истраживања посвећен одрживом развоју.
Паркови канаде
Паркови Канада су федерална организација за управљање и заштиту националних паркова у Канади. Национални паркови су организован систем широм Канаде репрезентативних природних подручја од посебног значаја. По закону, они су заштићени за јавно образовање, поштовања и уживања, како би се сачували у садашњем стању за садашње и будуће генерације.
Општине у сатаву резервата биосфере Рајдинг маунтин У сасатву Резерват биосфере Рајдин маунтин налазе се следеће руралне општине Манитобе.
- Општина Ериксон
- Општина Дофен
- Општина Гилберт Плејнс
- Општина Грандвју
- Општина Харисон Парк
- Општина Лејкшор
- Општина Макрери
- Општина Роуздејл
- Општина Сен Роз ди Лак
- Општина Рајдин маунтин запад
- Општина Росберн
- Општина Јелоухед — Шоул Лејк, Стратклер

Удружење пријатеља националног парка Рајдинг маунтин  је непрофитна организација, чији је циљ подстицање јавно уважавање, разумевање и брига о природном и културном наслеђа у Националном парку Рајдинг маунтин. Она представља важан глас подршке, и нуди комплетне услуге и активности за посетиоце.
Канадско удружење за резервате биосфере (CBRA)
Задатак CBRA је да сачува и унапреди квалитет природног окружења; очува Канадске обновљиве изворе; очува и заштиту Канадске ресурсе воде; прати временске промене и њихов утицај на животну средине; спроводи правила која се односе на пограничне воде; и координира политику заштите животне средине и програме федералне владе.

## Географија
Рајдин маунтин је настао као одрон стеновите масе или блока, који се одвојио од залеђа и сурвао у његово подножје. Зато се геоморфолошки гледано за Рајдин маунтин може се рећи да је настао тако што су се седиментне стене које су биле теже од околног кречњака колувијалним процесом, тј. наглим откидањем и стропоштавањем стенске масе спустле низ стрме падине планинске области - која се протеже од Паркланда све до северног Саскачевана, где је формирана сличне брдска област.
Резерват Рајдинг маунтин се налази у такозваној Паркланд области, транзиционој зони између преријских травњака и јасика-храстових и мешовитих шумских биома. У оквиру покрајне Манитоба, која је већим делом преријски регион Канаде, Рајдинг маунтин представља јединствени топографски, еколошки и културни пејзаж.
Висински распон резервата је од 304 m, на обали језера Дофен, до 755 m на највишој коти Рајдинг маунтина. Као део Манитоба одрона, који се дуж покрајине протеже правцем југоисток-северозапад, упадљиво израста на истоку и северу из непрегледне Манитоба низије, тако да гледано у односу на највише ободне делове Рајдинг маунтина, на североисточној страни, и равницу (прерију) које га окружује са свих страна, он делује као висока планина.

### Еколошке карактеристике
Због већег надморске висине планине коју је пратила хладнија и влажна микроклима, природна вегетација резервата представља еколошку нишу која је другачија пре свега због шумских биома. Зато се Рајдинг маунтин може сматрати еколошким острвом чији је излед додатно ненарушен због чињенице да се терен показао у великој мери неподесан за колонизацију пољопривредника и Европских пионира који су насељевали Манитобу с краја 19. и с почетка 20. века. Тако је по неким еколозима настало...острво природне вегетације у мору људима-измењеног окружења.

### Социо-економске карактеристике
Први становници који су у Средњем веку настанили ово подручје били су Европљани, који су у ове крајеве стигли на почетку 18. века. Наиме између 1731. и 1749. године Пјер Верендрие и његови синови истраживачи и трговци први су стигли на простор око Рајдинг маунтина. Постају су основали поред језера Дофен 1741. и убрзо за њима дошла је и компанија Хадсон беј. Они су се углавном бавили ловом и трговином крзна, па су као и староседоци који су на овом простору живели хиљадама година, опстали захваљујући лову бизона којих је било на стотине хиљада (у великим стадима) и друге дивљачи, риболову, на наизглед безбројним језерима, и исхрани богатој рибизлама, корењу и лековитим биљкама.
Шумарство, резање грађе, као и косидба и гребање ливада грабуљама за сено на Рајдинг маунтну почело је још 1870. и настављено осталим раним пољопривредним активностима у близини. До краја 1800-их, планини је била окружена њивама са богат жетвом, а све веће количине крзна са овог подручја извожен је у далеке земље света. Као резултат 150 година експлоатације дивљачи, популација крзнаша је знатно смањени. Врста као што су видре, куне, рибе и ждеравци нестали су у потпуности.
Након изградње Пацифичке железнице до Брандона 1881, досељеници из источне Канаде, Европе и САД, све више су насељавали равницу око планинског подручја. Ова насеља користила су шуме са планина као извор грађе за изградњу, пруга и као огревно дрво, а месо дивљих животиња као допуну залиха хране.
Железницом су у шири регион, Рајдин манунтина с краја 19. и почетком 20. века непрстано пристилазе различите етничке групе које су се населили у појединим областима, остављајући у њима посебна отисак новодонете материјалне културе на пејзаж. Поред британских досељеника који су заузели пре свега најплоднију земљу на југу Манитобе, настанили су се и неанглосаксонци на северу. Тако је област Паркланда у близини Рајдинг маунтина постао дом првенствено француских, украјинских и скандинавских заједница, које су на Рајдинг маунтину оставили посебна културна обележја, која су се задржала до данашњих дана.

#### Становништво
Резерват биосфере Рајдинг маунтин има ниску просечну популациону густина од само 2,2 становника по квадратном километру, или 2,8 ако се искључи централна зона националног парка Рајдинг маунтин. Укупна популација од 29.758 становника (према попису из 2011) у транзиционој зони, остао је скоро стабилна од 2006. (29.776). Међутим, док поједни центри (Град Дофин, плус 6 градова и једно село) бележе пораст становника за 616 особа, највећи део руралних општине изгубио је 631 становника од 2006. до 2011. године. Влада Манитобе пратећи тренд смањења становништва, на овом подручју, 1. јануара 2015. извршила је спајањем општина које су 2011. имале мање од 1 000 како би обезбедила исплативост и одрживи развој на овом подручју.